# Státní znak Zimbabwe
Státní znak Zimbabwe je tvořen zeleným štítem se stylizovanou kresbou ruin Velké Zimbabwe. Ve stříbrné (bílé) hlavě štítu je sedm svislých, zvlněných, modrých pruhů. Nad štítem je velká, pěticípá, červená hvězda, nad ní žlutá soška ptáka, která byla nalezena v ruinách Velké Zimbabwe a žluto-zelená točenice. Štít podpírají zkřížený samopal s motykou a po stranách pár antilop kudu. Antilopy stojí na tmavě žlutém pažitu ozdobeném klasy pšenice, bavlníkem a kukuřičným klasem. Pod štítem je stříbrná (z druhé strany červená) stuha s nápisem "UNITY • FREEDOM • WORK" (česky Jednota, svoboda, práce). Znak vychází ze znaku Jižní Rhodesie z roku 1924.

## Historie
Již od roku 1893 vyvěšovali britští kolonialisté v tehdejší Rhodesii vlajku Spojeného království s uprostřed umístěným znakem. Nejednalo se však o státní znak, ale o znak Britské Jihoafrické společnosti (British South Africa Company) podnikatele Cecila Rhodese. Znak byl tvořen žlutým, kráčejícím lvem, držícím v pravé, přední tlapě sloní kel. Vlajka s firemním znakem se užívala do roku 1923, kdy skončila platnost smlouvy s B.S.C.A. na kolonizaci území.
V roce 1922 odmítli kolonialisté v referendu (s blížícím se koncem smlouvy) začlenění do Jihoafrické unie a proto byla 1. října 1923 britskou vládou vytvořena samosprávná kolonie Jižní Rhodesie. 11. srpna 1924 byl spolu s vlajkou zaveden i znak kolonie. Na vlajce byl vyobrazen emblém (anglicky Badge), který byl tvořen štítem ze znaku. Štít mě bílý pruh v horní části, ve kterém byl uprostřed umístěn červený britský lev a po stranách dva zeleno-fialové bodláky. Pod pruhem byl v zeleném poli žlutý krumpáč. Bodláky byly převzaty ze znaku Cecila Rhodese (obrázek samotného emblému není k dispozici). Pod štítem byla ve státním znaku deviza "SIT NOMINE DIGNA" (česky Ať je hodna svého jména), nad ním helm s přikryvadly a v klenotu vyobrazení sošky ptáka, která byla nalezena v ruinách Velké Zimbabwe. Štítonoši byly dvě antilopy stojící na zeleném pažitu.
1. srpna 1953 vznikla Federace Rhodesie a Ňaska (spojením Jižní Rhodesie (dnešní Zimbabwe), Severní Rhodesie (dnešní Zambie) a Ňaska (dnešní Malawi). Na vlajce zavedené 22. července 1954 byl emblém (nezaměňovat za znak) této federace. Emblém tvořil štít  rozdělený na tři pole: horní modré se žlutou polovinou vycházejícího slunce s patnácti paprsky (Ňasko), střední bílé ve tvaru hradeb s červeným britským lvem (Jižní Rhodesie) a dolní černé se šesti bílými zvlněnými pruhy (Severní Rhodesie). Federace se rozpadla 31. prosince 1963 a na vlajku se vrátil jihorhodeský emblém.

Znak Britské Jihoafrické společnosti
Znak Jižní Rhodesie (1924–1980)

V roce 1964 se konalo další referendum bílých kolonistů o nezávislosti země. Většina se vyslovila pro, ale po bezvýsledném jednání s britskou vládou byla 11. listopadu 1965 vyhlášena ministerským předsedou Ianem Douglasem Smithem vyhlášena nezávislost jednostranně (stát nebyl mezinárodně uznán), s názvem Rhodesie. 11. listopadu 1968 byla zavedena nová vlajka s uprostřed umístěným rhodeským státním znakem z roku 1924. 1. březen 1970 byla vyhlášena republika.
1. května 1979 byla země přejmenována na Zimbabwe Rhodesie, 12. prosince byla země opět přejmenována na Rhodesii a byla obnovena kolonie a britská správa. 18. dubna 1980 byla vyhlášena nezávislost Zimbabwe a spolu s vlajkou byl zaveden i nový státní znak, který je užíván dodnes.

## Další použití znaku
Státní znak byl v minulosti vyobrazen na vlajce zimbabwského prezidenta z let 1981–1986 (není obrázek) a od roku 1987 je zobrazen i na současné prezidentské vlajce (zdroj však uvádí, že i tato vlajka pozbyla cca v roce 1991 platnosti).

Vlajka zimbabwského prezidenta (od roku 1987) Poměr stran: 1:2